# Pholisma sonorae
Pholisma sonorae är en strävbladig växtart som först beskrevs av Torrey och Samuel Frederick Gray, och fick sitt nu gällande namn av G. Yatskievych. Pholisma sonorae ingår i släktet Pholisma och familjen strävbladiga växter. Inga underarter finns listade i Catalogue of Life.